# 海因茨·费斯泰赫
海因茨·费斯泰赫（荷蘭語：Heinz Versteeg，1939年3月24日—2009年10月15日）是一名曾活跃于德国的荷兰职业足球员，先后效力于迈德里希及汉博恩07。